# Francisco Castro Veloso
Francisco Castro Veloso, nascut a Vigo el 27 d'octubre de 1966, és un escriptor i editor gallec. Des de desembre de 2016, va succeir com a director a Víctor Freixanes al capdavant de l'Editorial Galaxia.
Treballa durant anys com a cronista cultural en diversos mitjans gallecs, i actualment a l'Editorial Galaxia. És autor del llibre de relats eròtics Xeografías i de A canción do náufrago, tots dos de 2001, i el relat històric Memorial do infortunio. El 2004 va publicar Xeración perdida, novel·la que s'endinsa el lector en el món de les drogues, i Un bosque cheo de faias, que va guanyar el Premi Frei Martín Sarmiento. Va rebre el 2006 el Premi Blanco Amor de novel·la llarga amb Spam, que va publicar Galaxia.
Obres
- Em deia Sindbad (2011), novel·la que narra la relació entre un noi i el seu avi que pateix Alzheimer. Traduït al català per Rosa Serrano, amb il·lustracions de Xan López Domínguez[3][4]